# محمد الغفري
محمد الغفري قاض سوري شغل منصب وزير العدل من 2004 إلى 2009.

## الحياة المهنية
كان الغافري مستشار في مجلس الدولة السوري. شغل منصب وزير العدل في الفترة من تشرين الأول 2004 إلى نيسان 2009 في الحكومة برئاسة رئيس مجلس الوزراء سابقا محمد ناجي عطري، ليحل محل نزار عيسى في هذا المنصب. بقي الغافري في المنصب حتى نيسان 2009، وخلفه أحمد يونس وزيرا للعدل. ثم تم تعيينه رئيس لجنة مكافحة الفساد